# Мадемагова кула
Мадемаговата кула (на гръцки: Πύργος Μαντέμ Αγά) е средновековна кула в село Стагира (Казанджи махала), Егейска Македония, Гърция.

## Описание
Намира се източно от Стагира, в паркче, наречено Аристотелева горичка. Тази кула е била седалище на селището Сидерокапса и седалище на турския управител на Мадемските села, наричан Мадем ага. На 20 метра от кулата вътре в горичката се намират руините на друга кулообразна сграда, която вероятно е била мавзолеят на Мадем ага. Построена е по време на първия османски разцвет на селището Сидерокапса, тоест през XV или в самото начало на XVI век.